# Bulcs
Bulcs (románul: Bulci) falu Romániában, a Bánátban, Arad megyében.

## Nevének eredete
Nevét Kiss Lajos a Bulcsú személynévhez köti. A helynevet először 1225-ben említették, Bulch alakban.

## Fekvése
Lippától 33 kilométerre délkeletre, a Maros bal partján fekszik. Komppal át lehet kelni Tótváradra.

## Népessége
- 1828-ban 337 római katolikus és 87 ortodox lakosa volt.[2]
- 1910-ben 449 lakosából 414 vallotta magát román és 29 magyar anyanyelvűnek; 440-en római katolikusok voltak.
- 2002-ben 143 román nemzetiségű lakosából 108 volt római katolikus és 34 ortodox vallású.

## Története
A falu határába a rómaiak castrumot építettek. Bencés apátsága 1225-ben már létezett. II. András 1233-ban évi ötezer kocka sót rendelt fenntartására. Az apátság középkori birtokai a Bánát Maros menti részein kívül kiterjedtek a Sztrigy alsó folyása környékére is Hunyad megyében, sőt ugyanott a Maros jobb partján fekvő Bábolnára is. A 14. század elején egy bizonyos István nevű pap foglalta el, majd 1342-ben Szigfrid garamszentbenedeki apát szerezte vissza a bencéseknek. 15. századi apátjai többször szerepeltek hatalmaskodási ügyekben. Egy 1431-es adat szól plébániatemplomáról is, tehát az apátság mellett település is létezett. Végül az apátságot 1542 előtt egyesítették az aradi prépostsággal. 1643-ban a huszonnyolc faluból álló ún. Buczvidéke kerület központja volt.
Az 1860-as években még azonosítani lehetett az egykori apátsági templom alapfalait. A templom hatalmas, mintegy nyolcvan méter hosszú volt, szentélye nyolcszögben záródott. Falaiba római köveket építettek be és szobrok vagy faragások díszítették. A falakat a falu mai templomának építésekor hordták el.
A török hódoltság után a környéken talált katolikus családokat előbb a szomszédos Cellára költöztették össze. Itt azonban ortodoxokkal éltek együtt, akik ráadásul állítólag útonállást is folytattak. Emiatt a kis katolikus közösséget elköltöztették Celláról és 1749-ben újraalapították velük a hódoltság alatt elpusztult Bulcsot. Temploma 1779-ben búcsújogot kapott. Mivel a bulcsi hívek román nyelvűek voltak, 1749 és 1821 között románul is tudó minoriták gondozták őket. Az 1783 és 1821 között szolgáló Babócs Kristóf fordította le számukra az egyházi énekek magyar szövegét románra. A falu uradalma kamarai birtok volt 1849 utánig, amikor a Fechtig von Fechtenberg család, majd tőlük 1858-ban Antoniu Mocsonyi vásárolta meg. Ortodox lévén, Mocsonyi kezdetben húzódozott a katolikus plébánia kegyúri jogának elvállalásától, a román család kegyurasága később azonban szerepet játszott abban, hogy román maradt a prédikáció, a hitoktatás, a gyónás és az egyházi énekek nyelve. (Román nyelvű római katolikus gyülekezetre Bulcson kívül csak egy példa akadt a dualizmus kori Bánátban, Temesszlatina.)
1779-től Krassó, majd 1880 után Krassó-Szörény vármegyéhez tartozott. A 20. század elején a faluban selyemhernyó-tartással, a nagybirtokon konyhakertészettel is foglalkoztak.

## Látnivalók
- Az 1850-es években épült Mocsonyi-kastély a falu peremén, egy kiterjedt park közepén található. Fénykorát az 1930-as években élte, amikor itt lakott Antoniu Mocsony, II. Károly román király udvari fővadásza. 1949-ben a falu termelőszövetkezetének irodáit költöztették bele, majd tüdőgondozó működött benne.[3]
- Az apátság megmaradt maradványai közvetlenül a Maros partján, a falutól két kilométerre északnyugatra fekszenek, benőve a növényzettel. Faltöredékeken kívül kivehetők egy téglából épült, három méteres belső átmérőjű, 130–140 centis falvastagságú torony alapjai.
- Római katolikus temploma 1872-ben épült. Beleépítették a középkori apátsági templom köveit.
- Gaál László temetőben lévő sírja fölé 1883-ban öt méteres emlékoszlopot emeltek.
- Falumúzeum.[4]

## Híres emberek
- Ide húzódott vissza Gaál László honvédezredes a temesvári csata után, ahol egyik lábát elvesztette. Itt is halt bele sebe következményeibe 1850. február 25-én.
- Itt született 1949. július 10-én Eugen Cristian Motriuc színész.
- Itt hunyt el 1968. augusztus 12-én Brázay Emil újságíró, író, műfordító.
- 1816-os útja során megszállt a faluban Kazinczy Ferenc.